# St. Katharina (Zürich-Affoltern)

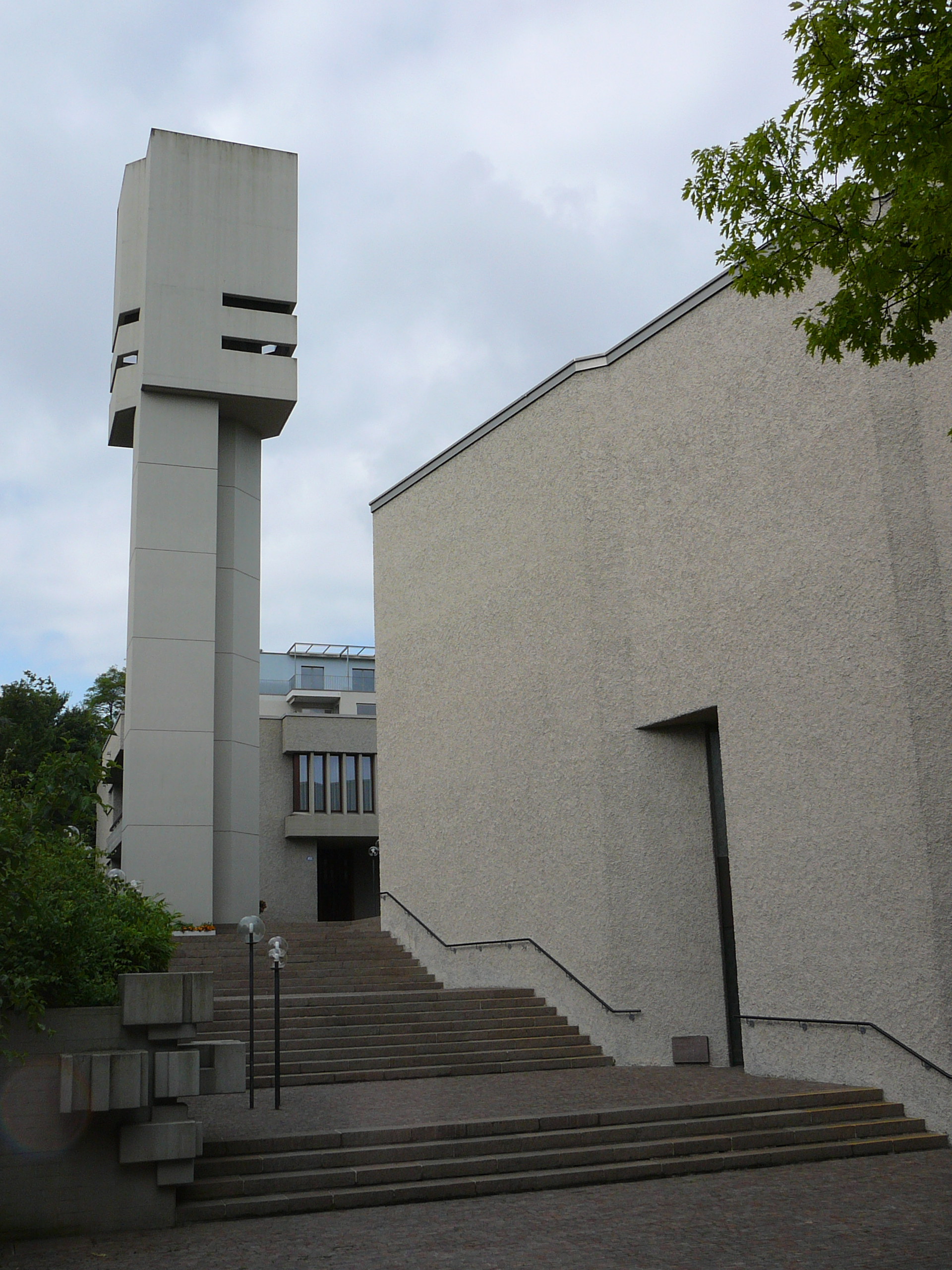
Die Pfarrkirche St. Katharina von aussen

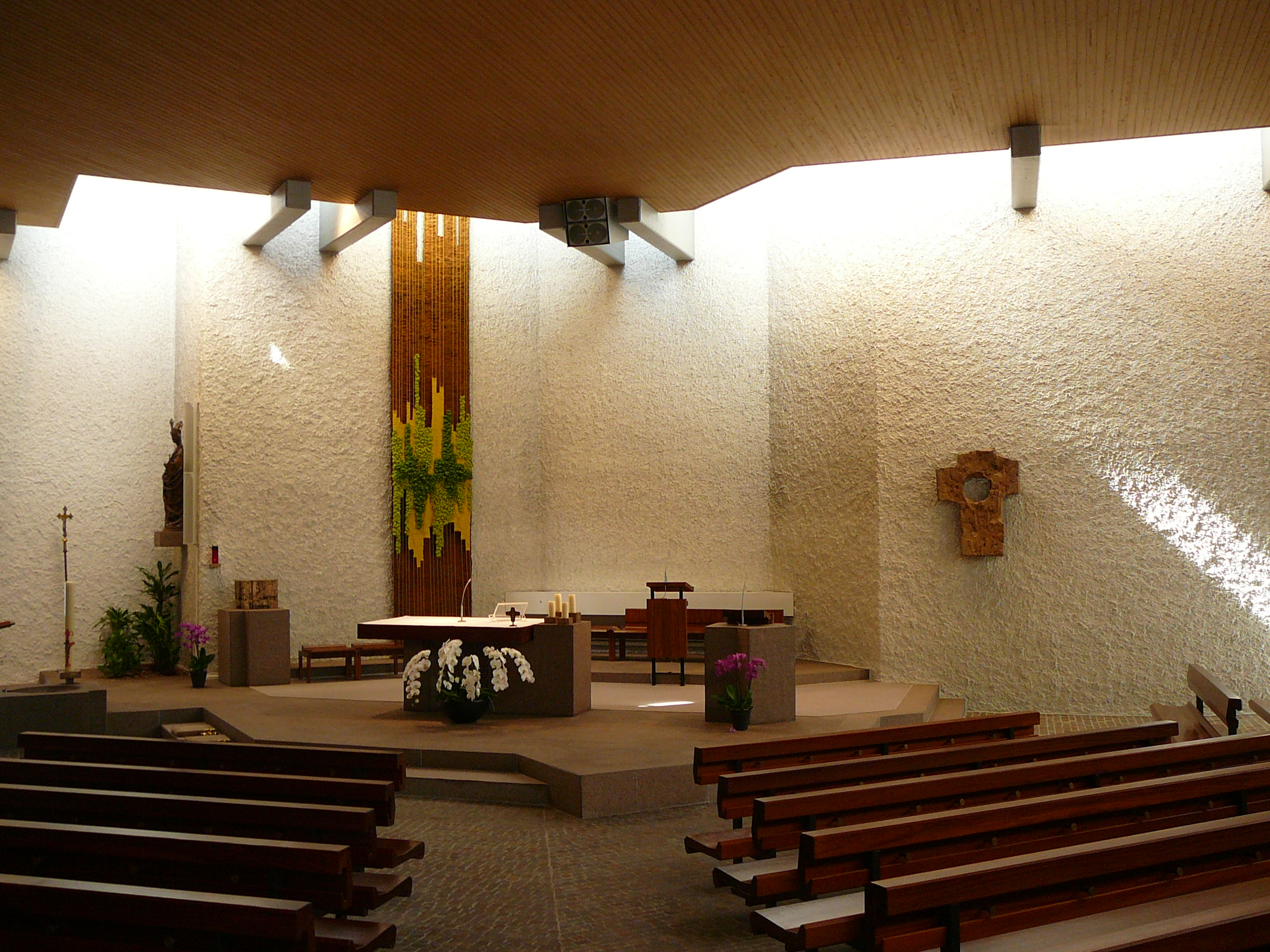
Der Innenraum der Kirche

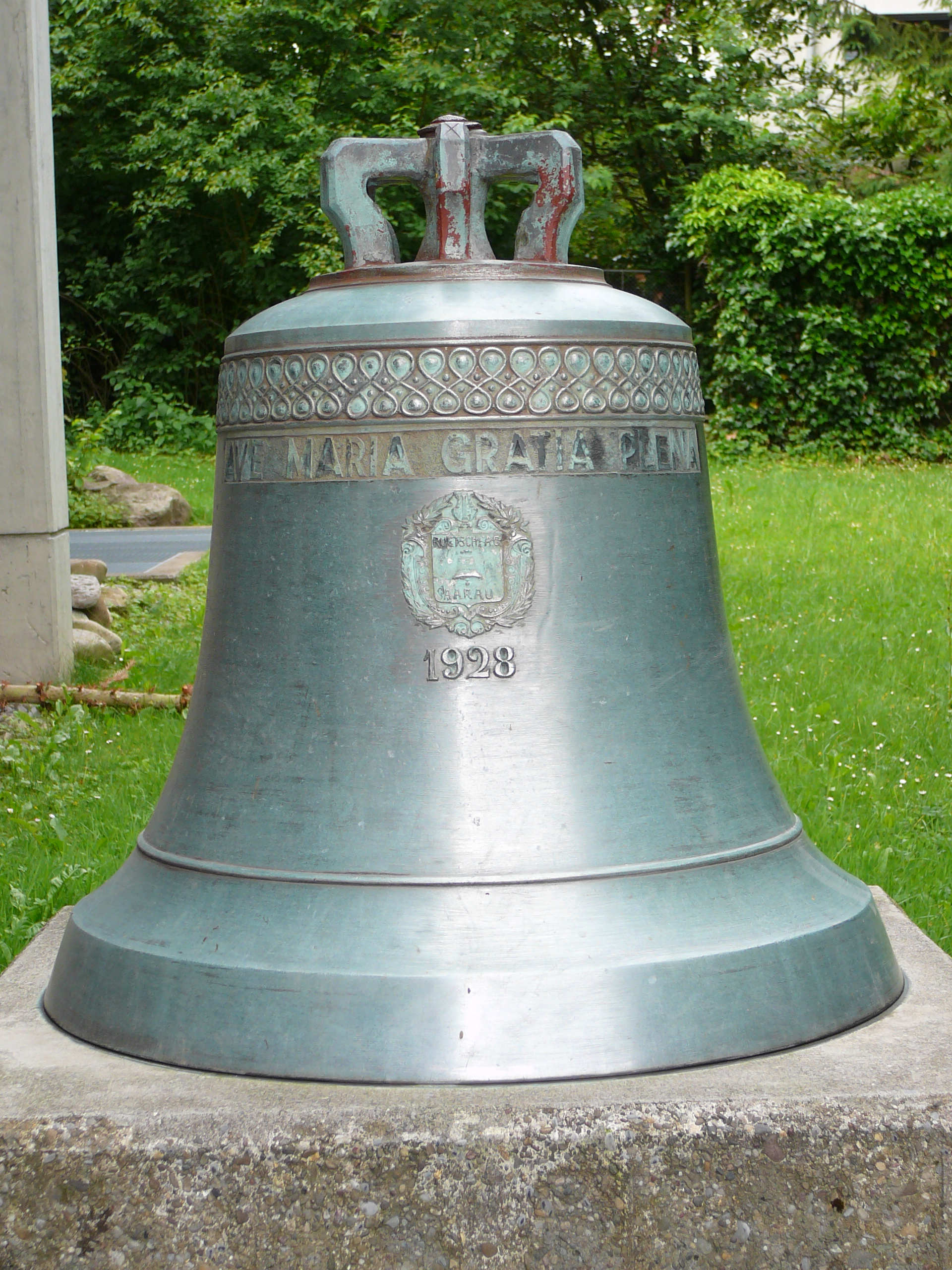
Glocke der ersten Kirche

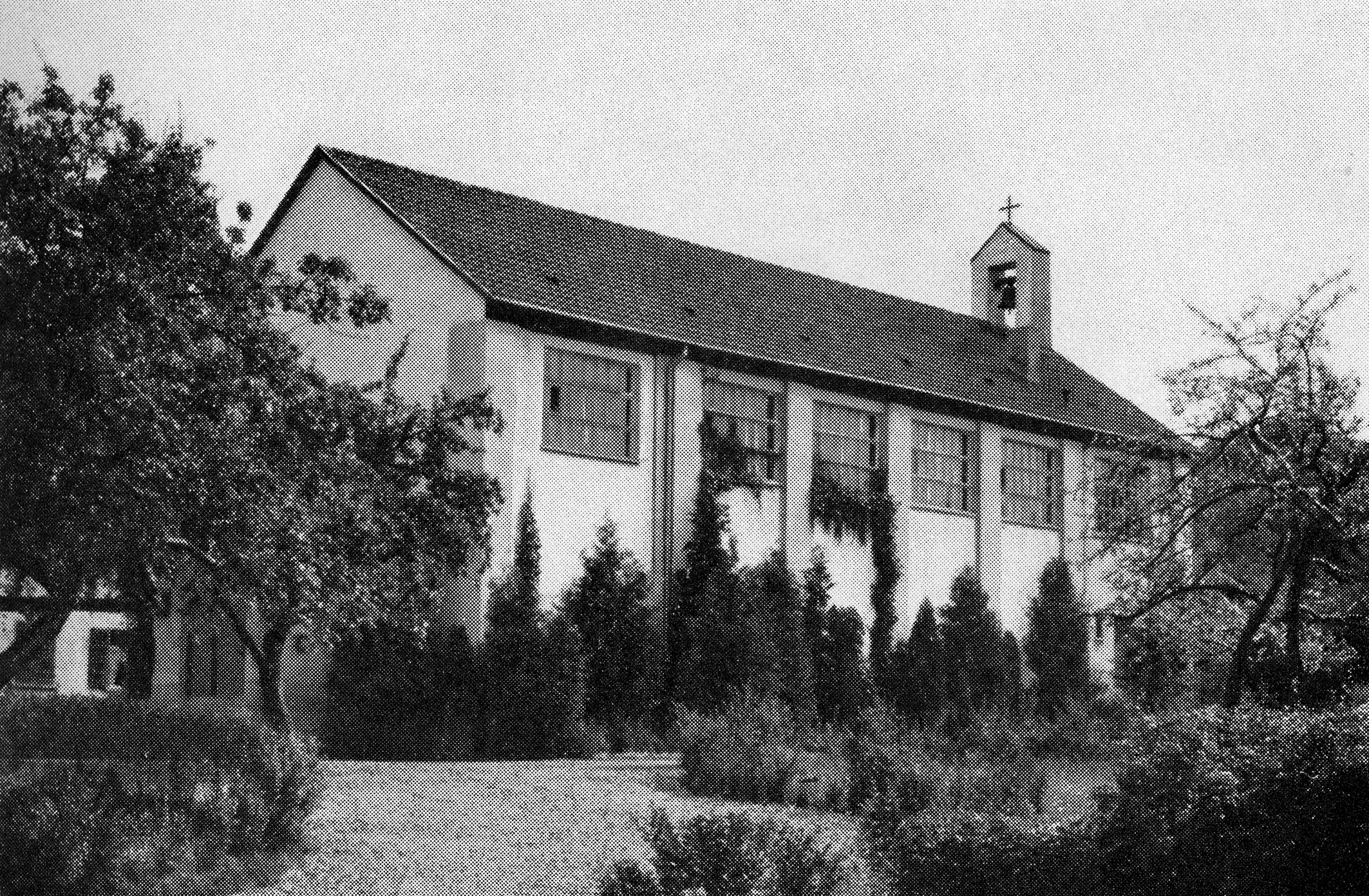
Erste Kirche St. Katharina von 1928

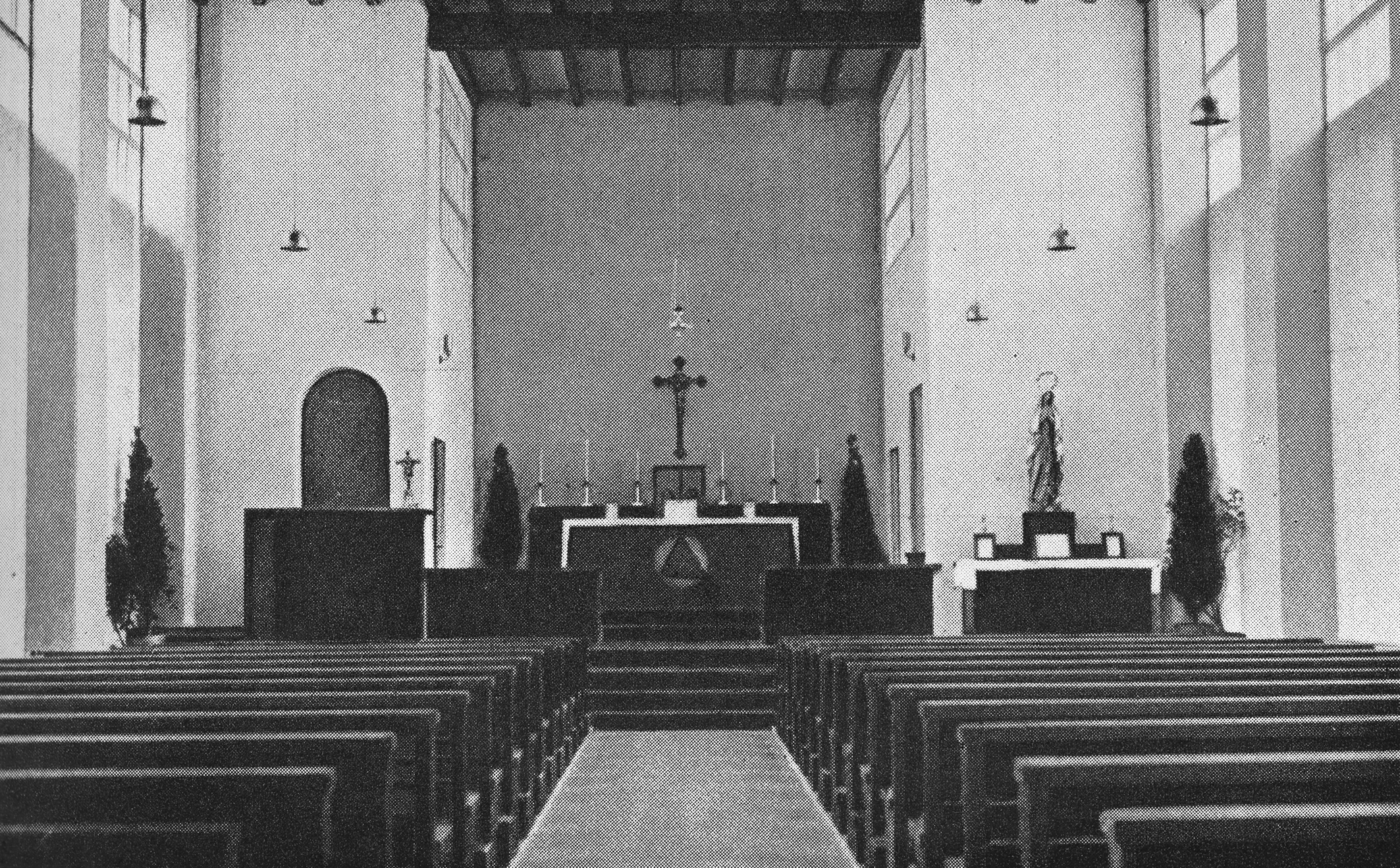
Innenansicht der Kirche von 1928

Die Kirche St. Katharina ist die römisch-katholische Pfarrkirche des Zürcher Stadtteils Affoltern. Sie erhielt 1976 die Auszeichnung für gute Bauten der Stadt Zürich.

## Geschichte

### Hintergründe
Affoltern (Stadt Zürich) konnte seinen dörflichen Charakter bis zum Ende des 19. Jahrhunderts weitgehend bewahren. Aufgrund seiner Nähe zur Stadt Zürich und zu Oerlikon mit den grossen Industrieunternehmen wuchs Affoltern jedoch seit dem Beginn des 20. Jahrhunderts stetig an. So zählte Affoltern im Jahr 1941 bereits 3‘000 Einwohner. In den Jahren nach dem Zweiten Weltkrieg setzte ein Bauboom ein, während dessen innert 10 Jahren Wohnungen für mehr als 10‘000 neue Einwohner gebaut wurden.

### Entstehungsgeschichte und erste Kirche
Als Reaktion auf diese Entwicklung kaufte die Pfarrei Herz-Jesu Oerlikon im Jahr 1919 in Affoltern ein Wohnhaus mit Baugrundstück, um darauf später eine Kirche zu errichten. Bis es soweit sein sollte, wurde im Jahr 1928 auf einem benachbarten, kleineren Baugrund eine erste kleine Kirche erbaut. Diese war das Erstlingswerk des Architekten Fritz Metzger (1898–1973), der als Erbauer bedeutender Kirchen wie St. Karl in Luzern, Maria Lourdes Zürich-Seebach oder der Bruder-Klaus-Kirche Liestal als einer der wichtigsten Vertreter der schweizerischen katholischen Kirchenarchitektur gilt.
Die Kirche wurde am 25. November 1928, dem Festtag der Namenspatronin der Kirche, der Hl. Katharina von Alexandrien, festlich eingeweiht. Im Jahr 1930 ernannte der Bischof von Chur Georg Schmid von Grüneck St. Katharina Affoltern zum Pfarrvikariat und 1933 zu einer eigenständigen Pfarrei. Im selben Jahr konnten auch das erste Pfarrhaus erworben und die künstlerische Innenausstattung der ersten Kirche vollendet werden. Da wegen Geldmangels der Bau einer grösseren Kirche zurückgestellt werden musste, wurde der erste, grössere Baugrund, der sich zwischen dem Riedhaldensteig und der Einfangstrasse befunden hatte, im Jahr 1945 einer Baugenossenschaft verkauft.

### Aufteilung der Pfarrei und Gegenwart
1953 wurde aus dem Gebiet Neuaffoltern, das zur Pfarrei St. Katharina gehörte, und aus einem kleineren Gebietsteil der Pfarrei Bruder Klaus (Zürich-Unterstrass) die Pfarrei Allerheiligen (Zürich-Neuaffoltern) gebildet.
Die Pfarrei St. Katharina betreute anfänglich über Affoltern hinaus auch einige Gemeinden des Furttales: Dällikon, Dänikon, Hüttikon und Regensdorf/Watt. 1938 konnte die Pfarrei St. Katharina einen Baugrund in Regensdorf erwerben, auf dem 1959 der Spatenstich für die dortige Pfarrkirche St. Mauritius erfolgte. 1963 wurde St. Mauritius Regensdorf zur Pfarrei ernannt und zusammen mit Dällikon, Dänikon und Hüttikon von der Pfarrei St. Katharina abgetrennt.
Aufgrund des neu eingesetzten Baubooms in Affoltern und dadurch, dass die zahlreichen Baugenossenschaften ihre Siedlungen aus den Nachkriegsjahren teilweise durch Neubauten ersetzen, wird heute aus dem traditionellen Arbeiterquartier ein Gebiet mit durchmischter Bevölkerung. Die Pfarrei St. Katharina zählt mit 5'229 Mitgliedern (Stand 2021) zu den mittelgrossen römisch-katholischen Pfarreien der Stadt Zürich.

### Bau der heutigen Kirche
Nach der öffentlich-rechtlichen Anerkennung der katholischen Kirche im Kanton Zürich konnte an den Neubau der zu klein gewordenen Kirche in Affoltern gedacht werden. 1969 wurde eine Behelfskirche errichtet und die alte Kirche abgebrochen. Im Jahr 1967 wurden sechs Architekten zu einem Architekturwettbewerb eingeladen, den Walter Moser für sich entscheiden konnte. Hauptsächlich betriebliche Gründe veranlassten die Pfarrei, das zweitplatzierte Projekt von den Architekten Wilhelm und Eugen O. Fischer zu realisieren. Am 7. Juni 1970 erfolgte die Grundsteinlegung und bis 1972 wurde die heutige Kirche St. Katharina samt Pfarreizentrum und Pfarrhaus erbaut. Im Jahr 1988 erfolgten ein Umbau und 1991 ein Innenumbau der Kirche.

## Kirchturm und Glocken

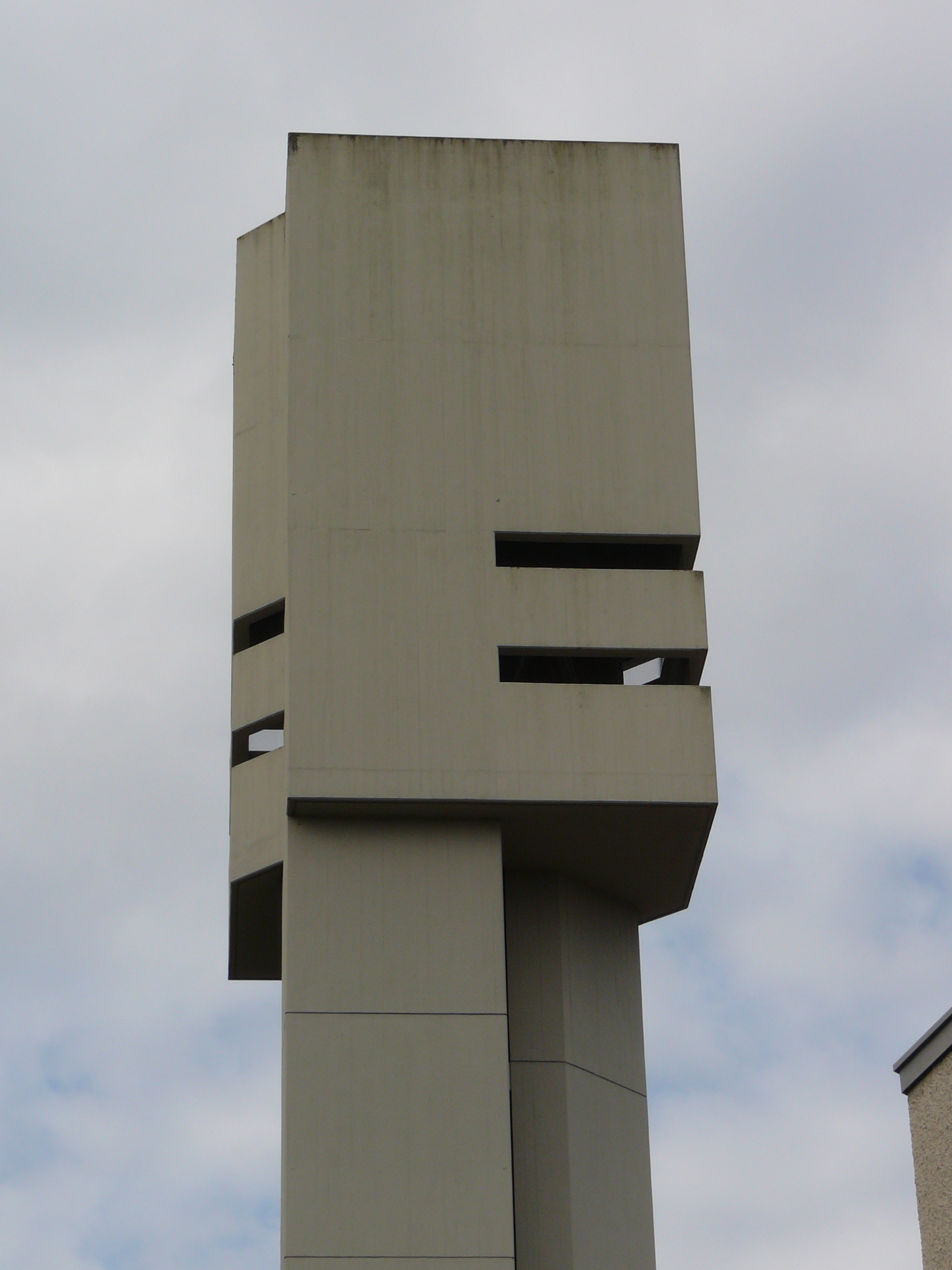
Der Kirchturm

1971 wurden für die Pfarrei fünf Bronzeglocken von der Glockengiesserei H. Rüetschi, Aarau gegossen und am 25. Oktober 1972 in den neu erstellten Kirchturm aufgezogen.
| Nummer | Gewicht | Durchmesser | Ton | Widmung              |
| ------ | ------- | ----------- | --- | -------------------- |
| 1      | 3350 kg | 180 cm      | B   | Dreifaltigkeit       |
| 2      | 2040 kg | 152 cm      | des | St. Felix und Regula |
| 3      | 1450 kg | 136 cm      | es  | Muttergottes         |
| 4      | 880 kg  | 115 cm      | ges | St. Katharina        |
| 5      | 440 kg  | 91 cm       | b   | Schutzengel          |

## Gebäude

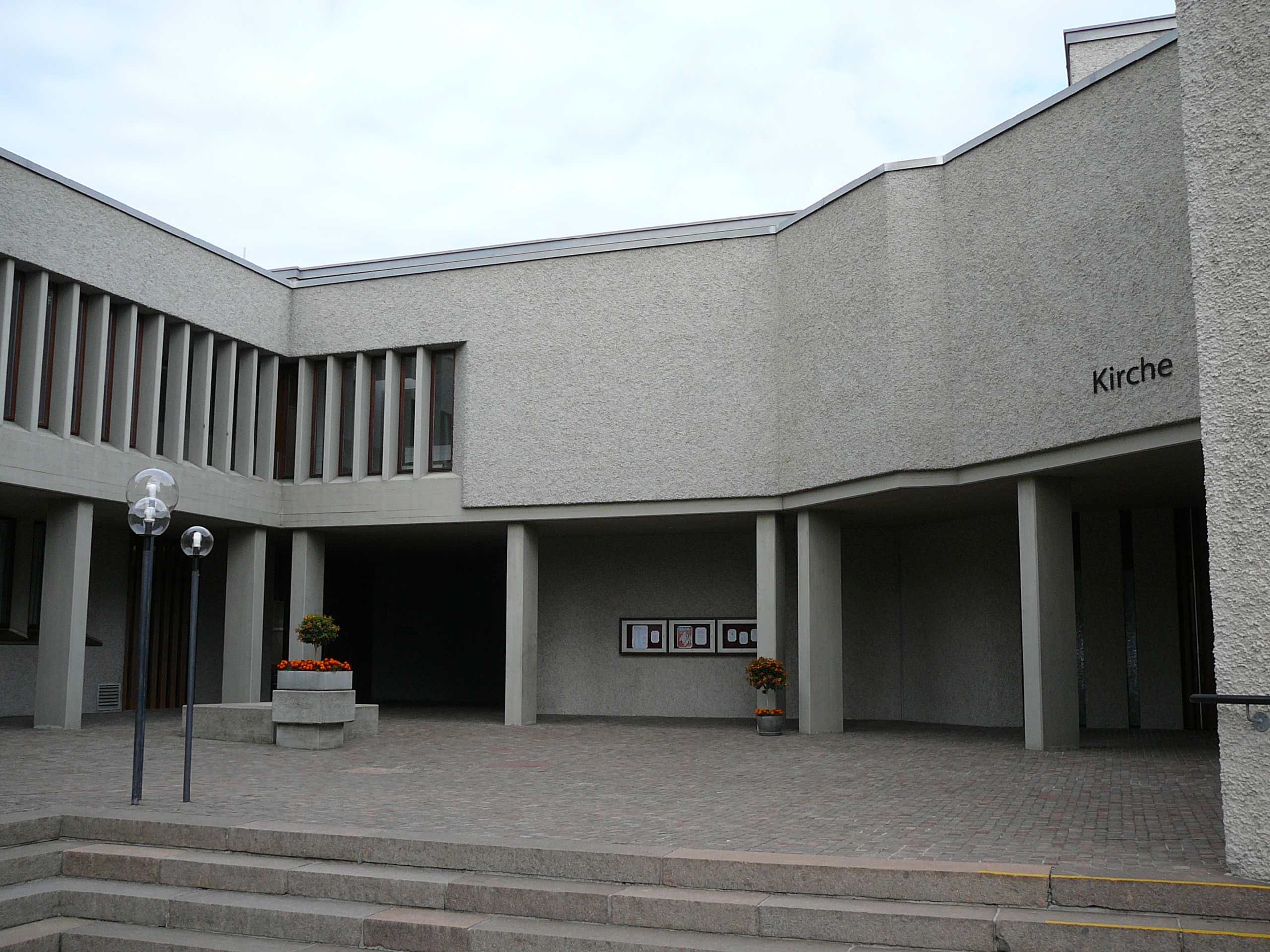
Zugang zur Kirche, zum Pfarreizentrum und zum Pfarrhaus

Auf engem Baugrund errichtet, tritt das Pfarreizentrum kompakt, rationell und gegen die stark befahrene Wehntalerstrasse abgeschirmt in Erscheinung. Der polygonale Grundriss der Kirche erhält seine Ausprägung durch Staffelungen sowie durch Vor- und Rücksprünge der Kirchwände. Die Fassade der Kirche ist "dem von Le Corbusier beeinflussten Betonbrutalismus schweizerischen Ausprägung verpflichtet, wie ihn Claude Paillard im Stadttheater St. Gallen denkmalhaft ausformte... Die räumliche Inszenierung erinnert an Alvar Aaltos berühmtes Rathaus von Säynätsalo." Entlang der Kirchenmauern führen breite Treppen von der Strasse hinauf zu einem Innenhof, an den sich die Kirche, das Pfarreizentrum und das Pfarrhaus anfügen.
In der 500 Personen fassenden, fächerartig organisierten Kirche gruppieren sich die Bänke in einem Halbkreis um die Altarinsel. Das Tageslicht dringt nicht durch Buntglasfenster in die Kirche ein, sondern durch Lichtschächte, die zwischen die Kirchenwand und die Decke in das Dach eingelassen wurden.

## Ausstattung

### Künstlerische Ausstattung

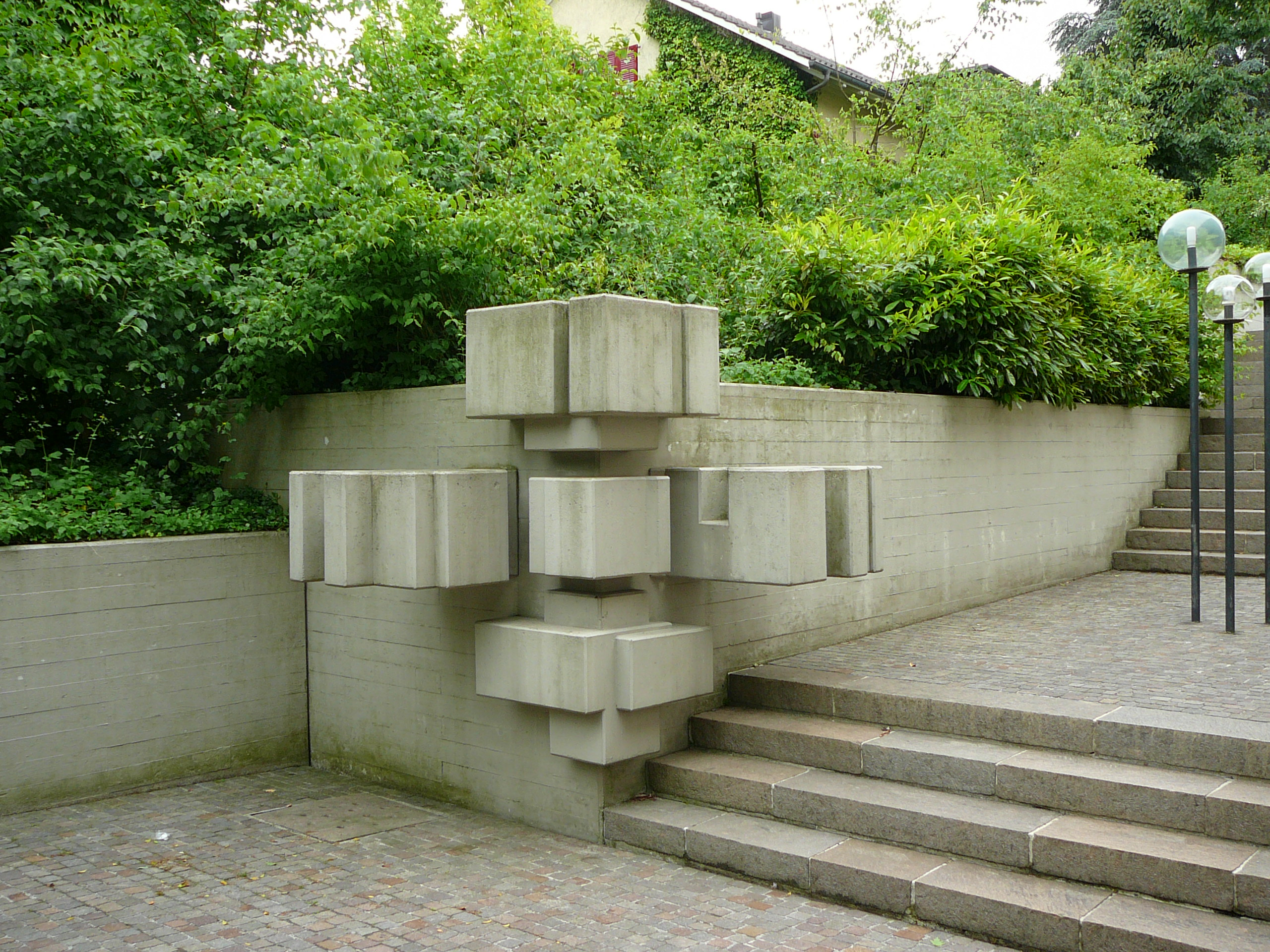
Das Betonkreuz im Eingangsbereich

Die künstlerische Gestaltung der Kirche wurde dem Bildhauer Kurt Brunner, Kriens übertragen. Ein besonderes Merkmal dieses Kirchbaus ist, dass sich die Pflästerung des Aussenbereiches mit rötlichem Porphyr von der Wehntalerstrasse her nahtlos bis ins Innere der Kirche weiterzieht. Der Boden der Kirche senkt sich von hinten nach vorne leicht ab, sodass auch von den hinteren Bänken aus eine gute Sicht auf den Altarbereich ermöglicht wird. Der rötliche Porphyr der Bodenpflästerung findet seine Entsprechung im roten Granit aus Schweden, aus welchem der Boden des Altarbereichs, der Ambo, der Taufstein und die Sockel von Altar und Tabernakel gestaltet wurden. Das hölzerne Tischblatt des Altars steht in Bezug zu den Holzbänken. Kreuz, Tabernakel, das Ewige Licht und die Kerzenständer sind aus Bronze geschaffen.
Links vom Altarbezirk ist an der Aussenwand eine Plastik der Kirchenpatronin, der Hl. Katharina von Alexandrien angebracht (oberrheinisch, um 1460). Im hinteren Teil der Kirche befindet sich eine Nische, in der eine barocke Marienskulptur aufgestellt ist. Von Kurt Brunner stammt die Betonplastik, welche die Hochzeit zu Kanaa darstellt.
1975 wurden als weitere Ausstattung der Kirche drei Wandteppiche in Auftrag gegeben, die von den Nonnen des Benediktinerinnenklosters St. Lazarus in Seedorf UR entworfen und gewoben wurden. Je nach Phase des Kirchenjahres ist an der vorderen Kirchenwand der grüne Teppich „Element der Hoffnung“ (für die allgemeine Zeit des Kirchenjahres), der violette Teppich „Element der Stille und Busse“ (für die Advents- und Fastenzeit) oder der rote Teppich „Element der Freude“ (für die Weihnachts- und Osterzeit) aufgehängt.
Das Kreuz bei der Aussentreppe wurde ebenfalls von Kurt Brunner geschaffen; es besteht aus Beton.

### Orgel
Die zweimanualige Orgel mit 22 Registern und mechanischer Spiel- und Registertraktur wurde von der Näfelser Firma Mathis Orgelbau gebaut und am 19. und 20. April 1975 eingeweiht.
Disposition:
| I Hauptwerk C–g3 |       |
| Pommer           | 16′   |
| Principal        | 8′    |
| Hohlflöte        | 8′    |
| Octave           | 4′    |
| Gemshorn         | 4′    |
| Octave           | 2′    |
| Sesquialter II   | 2 ⁄3′ |
| Mixtur III–IV    | 1 ⁄3′ |
| Trompete         | 8′    |

| II Positiv C–g3 |       |
| Gedackt         | 8′    |
| Principal       | 4′    |
| Rohrflöte       | 4′    |
| Flachflöte      | 2′    |
| Larigot         | 1 ⁄3′ |
| Cymbel III–IV   | 1′    |
| Dulcian         | 8′    |

| Pedal C–f1  |       |
| Subbass     | 16′   |
| Principal   | 8′    |
| Rohrgedackt | 8′    |
| Choralbass  | 4′    |
| Mixtur III  | 2 ⁄3′ |
| Zinke       | 8′    |

- Koppeln: II/I, I/P, II/P

## Krypta

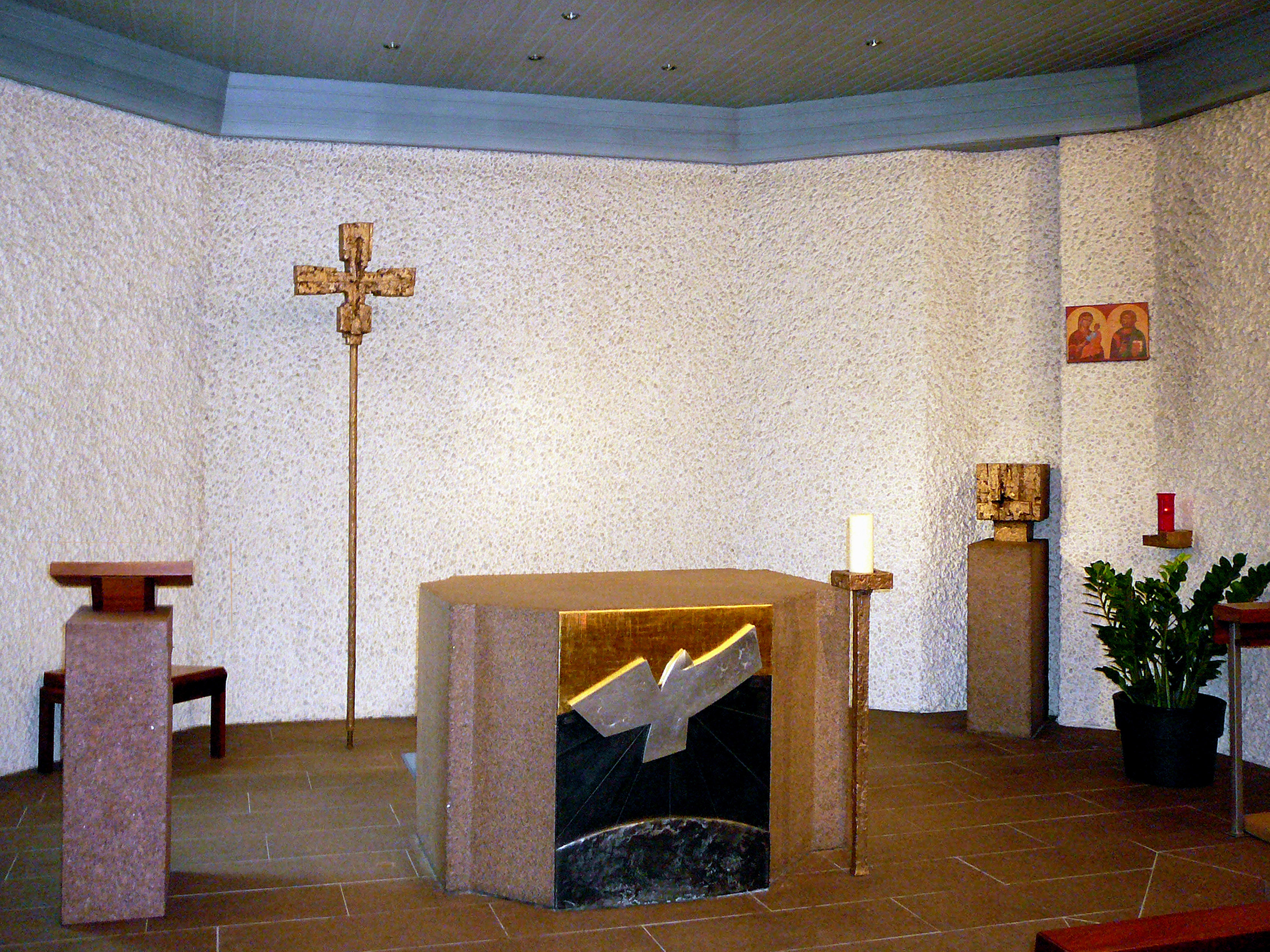
Krypta, Altarraum

Anders als in traditionell konzipierten Kirchen gelangt man nicht vom Kircheninnern in die Krypta, sondern von der tiefer gelegenen Wehntalerstrasse her durch eine schlichte Pforte in der Kirchenwand. Mit ihren 60 Plätzen ist sie für kleinere Gottesdienste und Andachten bestimmt.
Wie die Kirche, so wurde auch die Krypta durch den Krienser Bildhauer Kurt Brunner künstlerisch ausgestaltet. Auch in diesem Raum zieht sich die Pflästerung aus dem Aussenbereich nahtlos bis zum leicht erhöhten Altarbereich hin. Anders als in der Oberkirche weist der Altar der Krypta kein hölzernes Tischblatt auf, sondern besteht vollständig aus rotem Granit aus Schweden, wie auch der Boden des Altarbereichs und der Sockel des Tabernakels. Die Madonnenfigur, der Tabernakel, das Kreuz und der Kerzenständer neben dem Altar sind aus Bronze. Der Künstler Franco G. Giacomel schuf das Relief auf der Frontseite des Altars.